# WTA Bakersfield
Das WTA Bakersfield (offiziell: Ginny of Bakersfield) ist ein ehemaliges Damen-Tennisturnier der WTA Tour, das in der Stadt Bakersfield, Vereinigte Staaten, ausgetragen wurde.

## Siegerliste

### Einzel
| Jahr | Siegerin        | Finalgegnerin    | Ergebnis |
| ---- | --------------- | ---------------- | -------- |
| 1983 | Jennifer Mundel | Julie Harrington | 6:4, 6:1 |

### Doppel
| Jahr | Siegerinnen                | Finalgegnerinnen                 | Ergebnis |
| ---- | -------------------------- | -------------------------------- | -------- |
| 1983 | Kylie Copeland Lori McNeil | Ann Henricksson Patricia Medrado | 6:4, 6:3 |